# افزونگی ماجولار سه‌گانه

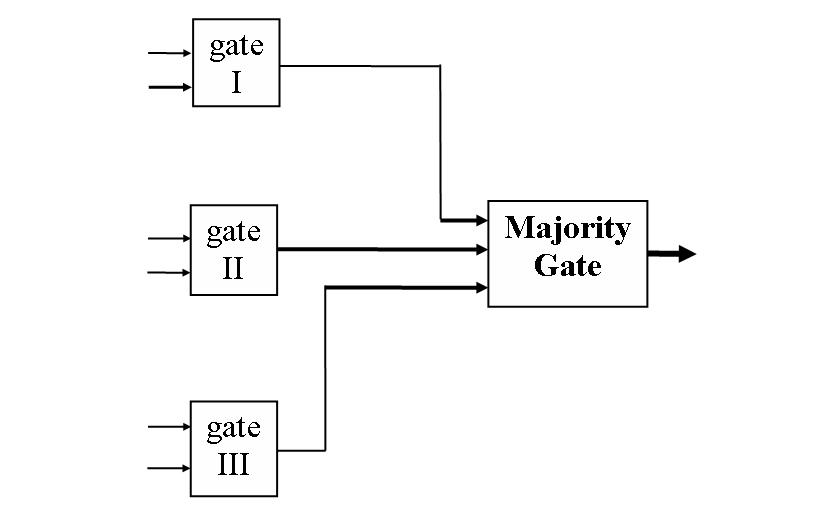
افزونگی ماجولار سه‌گانه. در آن از سه مدار منطقی برای محاسبه یک تابع بولین استفاده شده‌است. ورودی هر یک از این مدارات منطقی با یک دیگر مشابه است. یک مدار رای‌گیری با منطق اکثریت خروجی سیستم را مشخص می‌کند.

در علوم رایانه، افزونگی ماجولار سه‌گانه، نوعی تاب‌آوری خطا است که در آن سه سیستم یک فرایند مشابه را انجام داده و خروجی آنها از طریق یک سیستم رای‌گیری با منطق اکثریت تحلیل می‌شود تا در نهایت یک خروجی ایجاد شود. اگر هر یک از این سه سیستم دچار خطا شود، دو سیستم دیگر می‌توانند ادامه فرایند را دنبال کرده و خطای به وجود آمده را پوشش دهند.
افزونگی می‌تواند علاوه بر سخت‌افزار، در نرم‌افزار نیز تعریف شود. در این شرایط، ممکن است سیستم عامل یا برنامه کاربردی سیستم با یکدیگر متفاوت باشد.

## منطق رای‌گیری اکثریت
منطق رای‌گیری اکثریت بیشترین تعداد ورودی مشابه را شناسایی و آن را در خروجی قرار می‌دهد.
| الف | ب | ج | خروجی |
| --- | - | - | ----- |
| ۰   | ۰ | ۰ | ۰     |
| ۰   | ۰ | ۱ | ۰     |
| ۰   | ۱ | ۰ | ۰     |
| ۱   | ۰ | ۰ | ۰     |
| ۰   | ۱ | ۱ | ۱     |
| ۱   | ۰ | ۱ | ۱     |
| ۱   | ۱ | ۰ | ۱     |
| ۱   | ۱ | ۱ | ۱     |